# فورتشن 1000
قائمة فورتشن 1000، هي قائمة سنوية لأكبر 1000 شركة مساهمة أمريكية تقوم بتجميعها ونشرها مجلة فورتشن، مصنفة حسب العائدات بعد إجراء بعض التعديلات لاستثناء تأثير الضرائب التي تتحملها تلك الشركات. لا تذكر القائمة مثلها مثل قائمة فورتشين 500 الشركات التي لا تعرض أسهمها لعامة الناس في سوق الأسهم المالية فلا تذكر إلا الشركات العامة والشركات الخاصة التي تكون إيراداتها معلنة للعامة.
للقائمة جمهور كبير من رواد الأعمال، مستثمري البورصة. فهي بمثابة دليل لكل المؤثرين في الإقتصاد الأمريكي.
حافظ متجر وول مارت على المركز الأول بالقائمة لخمسه أعوام (في الفترة ما بين عام 2007-2014) حيث تم منافسته على المركز الأول وخسر أمام شركة إكسون موبيل في عامي 2009 و 2012.

## روابط خارجية
- الموقع الرسمي للقائمة نسخة محفوظة 24 يوليو 2008 على موقع واي باك مشين.